# Russell Crowe
Russell Ira Crowe, född 7 april 1964 i Wellington, Nya Zeeland, är en nyzeeländsk skådespelare och musiker. I slutet av 1990-talet slog Crowe igenom i Hollywood och därmed i resten av filmvärlden. För rollen som general Maximus i filmen Gladiator fick Crowe 2001 en Oscar för bästa manliga huvudroll. Flera av Crowes filmer har varit Oscarsbelönade och nominerade för bästa film, bland annat Gladiator, A Beautiful Mind och Master and Commander – Bortom världens ände.
South Park skämtade i ett avsnitt om Crowe, där han har ett TV-program, "Fightin' Around the World", där en parodi på Crowes är kolerisk och seglar världen runt för att slåss med folk utan anledning.
Crowe är även delägare i rugby league-laget South Sydney Rabbitohs.

## Tidigt liv
Crowe föddes i Wellington i Nya Zeeland. Han är son till Jocelyn Yvonne och John Alexander Crowe. Crowes morfar, Stan Wemyss, var filmfotograf. När Crowe var fyra år gammal flyttade familjen till Australien, där han växte upp i Sydney och så småningom började arbeta som skådespelare i australiska filmer och tv-serier.

## Privatliv
Den 7 april 2003 gifte sig Crowe med den australiska sångerskan och skådespelerskan Danielle Spencer. Crowe träffade Spencer under inspelningen av The Crossing 1990. Crowe och Spencer har två söner tillsammans, födda 2003 respektive 2006. Paret separerade 2012 och skilsmässan fullföljdes 2018.
Sedan 2020 är Crowe tillsammans med skådespelerskan Britney Theriot.
Crowe var god vän med Heath Ledger.

## Filmografi
- 1990 – Prisoners of the Sun
- 1990 – The Crossing
- 1992 – Spotswood
- 1992 – Romper Stomper
- 1993 – Hammers Over the Anvil
- 1993 – For the Moment
- 1993 – Love in Limbo
- 1994 – The Sum of Us
- 1995 – Snabbare än döden
- 1995 – No Way Back
- 1995 – Virtuosity
- 1995 – Rough Magic
- 1997 – L.A. konfidentiellt
- 1999 – The Insider
- 1999 – Mystery, Alaska
- 2000 – Gladiator
- 2000 – Proof of Life
- 2001 – A Beautiful Mind
- 2003 – Master and Commander – Bortom världens ände
- 2005 – Cinderella Man
- 2006 – Ett bra år
- 2007 – 3:10 to Yuma
- 2007 – American Gangster
- 2008 – Tenderness
- 2008 – Body of Lies
- 2009 – State of Play
- 2010 – Robin Hood
- 2010 – The Next Three Days
- 2012 – The Man with the Iron Fists
- 2012 – Les Misérables
- 2013 – Broken City
- 2013 – Man of Steel
- 2014 – Winter's Tale
- 2014 – Noah
- 2014 – The Water Diviner
- 2015 – Fathers & Daughters
- 2016 – The Nice Guys
- 2017 – The Mummy
- 2020 – Unhinged
- 2021 – Zack Snyder's Justice League (röst)
- 2022 – Thor: Love and Thunder
- 2025 – Nuremberg

## Priser
- 1991 - AFI Award, bästa skådespelare i en biroll, Proof of life
- 1992 - AFI Award, bästa skådespelare i en huvudroll, Romper Stomper
- 2000 - Oscar för bästa manliga huvudroll, Gladiator
- 2001 - Golden Globe Award, bästa skådespelare, drama, A Beautiful Mind
- 2001 - BAFTA Award, bästa skådespelare, A Beautiful Mind
- 2001 - Screen Actors Guild-pris, bästa skådespelare, A Beautiful Mind